# Kuddusi Müftüoğlu
Kuddusi Müftüoğlu (* 4. März 1970 in Alanya) ist ein ehemaliger türkischer FIFA-Fußballschiedsrichter.

## Karriere
Müftüoğlu legte im Jahr 1992 seine Schiedsrichterprüfung in Antalya ab.
Sein Debüt in der höchsten türkischen Fußballliga, der Süper Lig, gab er am 4. November 2000. Müftüoğlu leitete die Begegnung Denizlispor – İstanbulspor.
Insgesamt war er fünf Jahre auf der FIFA-Liste.
Am 12. Januar 2014 beendete Müftüoğlu seine 22-jährige Schiedsrichterlaufbahn: Beim Freundschaftsspiel zwischen Alanyaspor und Fenerbahçe Istanbul unterbrach er das Spiel in der zehnten Minute und ließ sich auf den Schultern von einigen Spielern zur Seitenlinie tragen und beendete so seine Karriere. Die restliche Spielzeit leitete sein Cousin Mustafa Kamil Abitoğlu.

## Privates
Müftüoğlu ging in seiner Geburtsstadt Alanya auf die Grundschule und setzte seine Schullaufbahn in Konya fort. Er studierte an der Dokuz Eylül Üniversitesi in Izmir und erlangte seinen Abschluss in der Fakultät für Architektur.
Er ist mit dem türkischen Fußballschiedsrichter Mustafa Kamil Abitoğlu verwandt. Die Cousins legten ihre Schiedsrichterprüfung in dem gleichen Lehrgang in Antalya ab.
Müftüoğlu beherrscht die Sprachen Englisch, Deutsch und Finnisch.
In Alanya lernte er die Finnin Paulina kennen und heiratete sie im Jahr 1990. Nach der Hochzeit konvertierte sie zum Islam und nahm den türkischen Namen Tuba an. Das Ehepaar hat zwei Töchter (Verna und Meyra) und einen Sohn (Hüseyin).